# ボツワナの政党
ボツワナの政党では、現在活動しているボツワナ共和国の政党及び、かつて存在したボツワナの政党の一覧を示す。

## ボツワナの政党制
ボツワナは、独立以来、長期間ボツワナ民主党（BDP）が一貫して政権を掌握していた。他方、ボツワナの政党制は、他のアフリカ諸国に見られるような一党制（一党独裁体制）ではなく、比較的民主的な選挙が実施されていることから一党優位政党制と見なされている。その為、BDPは議会で圧倒的な議席を保有し、同党以外の諸政党が権力を掌握する可能性は低いと見られていた。
しかし、2012年11月に野党であったボツワナ人民党とボツワナ民主運動が野党連合『民主的変化のアンブレラ（UDC）』を結成すると、ボツワナ国民戦線もこれに参加し、主要野党が一丸となってBDPに対抗する姿勢を見せると、徐々に風向きが変わり始めた。2018年10月には、ボツワナ民主運動がUDCから永久追放を受けるなどしたものの、翌2019年10月の総選挙では15議席を獲得し、BDPの不人気さも影響して、2023年現在において国民議会の補欠選挙において連勝を重ねており、徐々にBDPを追い詰めていた。2024年の総選挙においては、ボツワナ民主党を破り、政権交代が実現した。

## 現在活動中の政党
- ボツワナ民主党
- 民主的変革のアンブレラ（政党連合）
  - ボツワナ国民戦線
  - ボツワナ人民党
  - 進歩同盟 (ボツワナ)
- ボツワナ愛国戦線
- ボツワナ会議党
- 国際社会主義機構 (ボツワナ)
- ボツワナ民主運動
- ボツワナ共和党

## かつて存在した政党
- ボツワナ同盟運動
- ボツワナ自由党
- ボツワナ独立党
- 独立自由党
- マルクス、エンゲルス、レーニン、スターリン運動
- ボツワナ同盟運動
- 新民主戦線